# Saint Chrysole
Chrysole ou Chryseuil est un saint chrétien d'origine arménienne, vénéré pour son rôle dans l'évangélisation de la Ménapie et pour son martyre. Il est l'un des sept missionnaires envoyés porter la parole de l'Évangile dans ces régions, accompagnant Piat de Seclin et Quentin de Saint-Quentin. Il subit le martyr en 303. 
Toutefois, les sources historiques attestent d'une construction légendaire de son culte à partir du XIIIe siècle, portée par les chanoines de Comines.

## Biographie
Saint Chrysole ou Chryseuil, d'origine arménienne, est un saint chrétien qui évangélisa le nord-est de la Gaule, accompagna saint Piat et saint Quentin dans leur mission apostolique en Gaule.
C'est à Comines que Chrysole, issu de sang des rois d'Arménie, trouve la mort. En effet, d'après les martyrologes connus, il mourut martyr en Flandre, aux environs de Comines, où deux églises lui sont consacrées : l'une à Comines (Nord) en France et l'autre à Comines (Belgique) ; il est commémoré le 7 février en général et le 8 février à Tournai. Son parcours est repris sur un vitrail de la Cathédrale Notre-Dame de Tournai en neuf médaillons. D'après l'abbé C.H. Derveaux, son corps résiderait sous l'autel de la Sainte-Trinité, à l'emplacement de l'ancienne église Saint-Pierre de Comines sur laquelle est ultérieurement fondé l'église Saint-Chrysole au XIIIe siècle.

« Apôtre de Comines et de Verlinghem dans les Flandres, S. Chrysole fut le premier évangélisateur de ces contrées. Il était originaire d'Arménie et déjà évêque, quand il vint d'Italie dans le nord des Gaules avec S. Piat, S. Eubert [de Lille] et S. Quentin, vers le milieu du IIIe siècle. Il fut martyrisé en pleine activité apostolique vers l'an 287. »

— Dom Gaspar Lefebvre, Missel quotidien et vespéral, 1923.
Toutefois, les historiens datent le texte originel du récit de Saint Chrysole au XIIIe siècle et concluent sur une construction légendaire des chanoines de Saint-Pierre, à Comines.

## Sources controversées
En 1980, lors du 45e Congrès de la Fédération des Cercles d'Archéologie et d'Histoire de Belgique, l'étude s'est portée sur la valeur des principaux documents de l'hagiographie du saint. Le Passio Sancti Chrysolii étant le principal, il convenait de le dater.
Il existe trois versions de ce document : la version dite de Comines compilée au début du XVIe siècle, la version dite de Lens  datant de 1623 et la version de Bernard Lemaire en 1696. Les deux premières versions ont des passages très communs, mais leur mise en forme et leur concision est propre aux codex des franciscains. Le texte originel ne devrait pas être plus ancien que le XIIIe siècle. La légende hagiographique s'élaborera au XVIIe siècle, avec l'attrait de la Contre-Réforme pour les saints et les reliques.
Avant l'apparition de sa Passio au XIIIe siècle, le saint Chrysole n'est cité qu'à Bruges, mais il s'agit d'un autre Chrysole. (voir Reliques controversées) Le martyrologe d'Usuard, très documenté sur les saints de la région, cite notamment saint Piat de Seclin, mais jamais saint Chrysole. Même silence dans les litanies, les calendriers, missels de Tournai, dames de Messines ou chanoines de Lille. La conclusion de l'analyse des textes, de leur datation et des mentions du saint est que la Passio Chrysolii est un décalque tardif de la Passio S. Piati ; la notoriété de Saint-Chrysole est invisible avant le XIIIe siècle jusqu'à ce que les chanoines de Comines se disent en possession de son corps. L'étude de ce cas a révélé qu'il s'agissait d'une pieuse supercherie.

## Reliques controversées

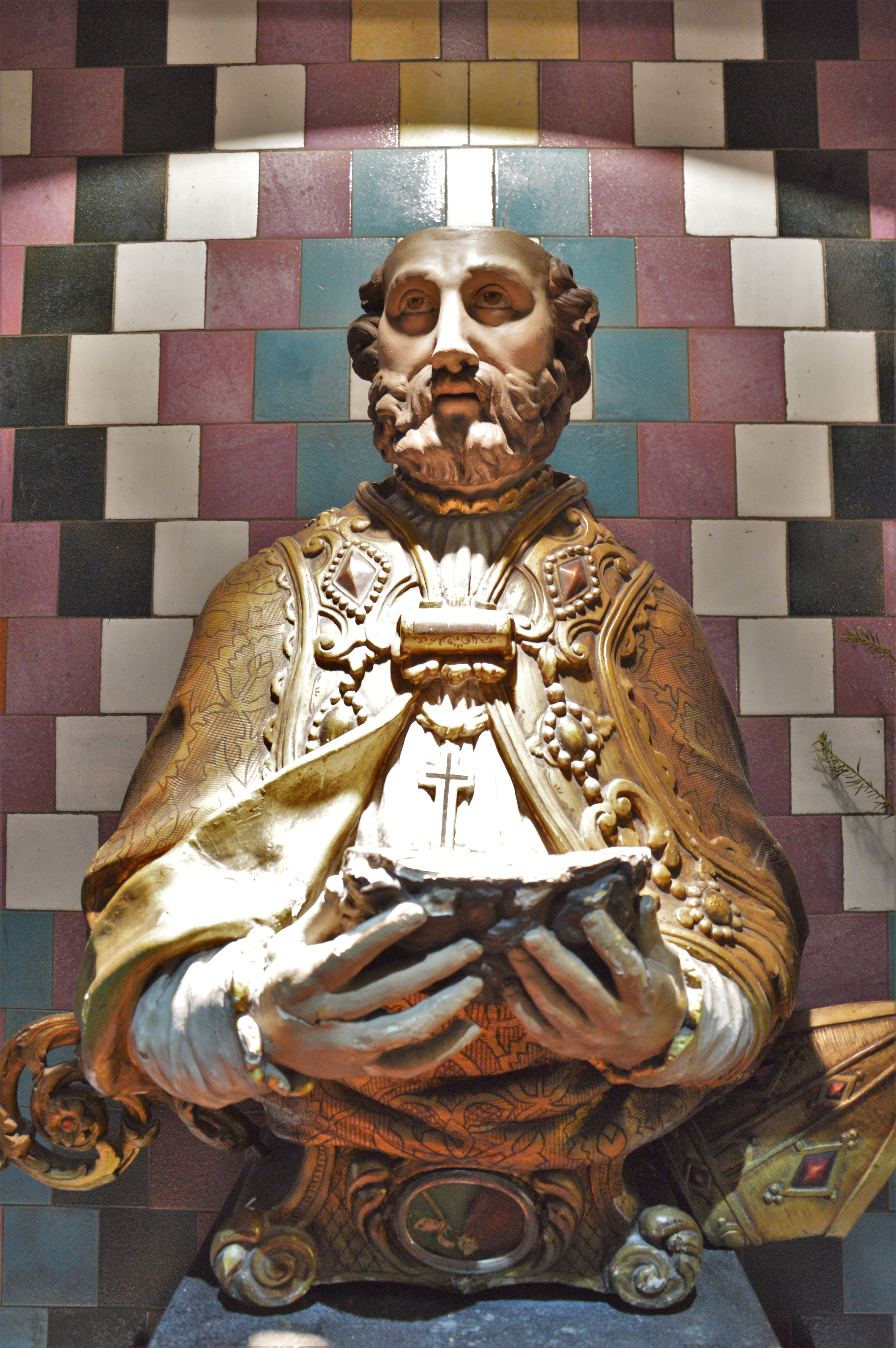
Buste reliquaire de saint Chrysole, dans l'église de Comines.

Saint Éloi de Noyon ordonnera d'exhumer le corps du martyr et de le placer dans une châsse d'argent. Elles auraient ensuite été transportées de Comines à Bruges. Aucun document n'atteste d'un éventuel dépôt, ce qui ne permet pas de confirmer qui est le propriétaire originel de cette relique. Par contre, des documents indiquent que les chanoines de Notre-Game de Lens affirment au XVe siècle être en possession du chef et du corps de saint Chrysole alors que les chanoines de Saint-Donation, à Bruges l'allèguent également.
Les historiens se sont penchés sur la question et ont pu faire remonter la datation de la relique des chanoines de Saint-Donation au delà du XIIe siècle, ce qui ne coïncide pas avec la datation du texte originel. Ils concluent que le Chrysole de Bruges n'est pas le supplicié de Verlinghem. Quant aux reliques de Lens, elles pourraient avoir été transférées par Jean IV de Lens, gouverneur français du château de Courtrai, lors du pillage de l'église Saint-Pierre de Comines en 1298.
Fait notable, en 1967, l'évêque de Bruges restitue la relique des chanoines de Saint-Donatien à Comines. Les bords de la Lys possèdent désormais deux reliques de saint Chrysole, soit deux têtes.

## Vénération et culte
Saint Chrysole est considéré comme le protecteur des champs de lin :

« À l'instigation de l'Esprit divin,
 
Tu as répandu sur notre terre les germes de notre sainte Foi

Et débordant d'un grand amour pour le Christ,

Tu as arrosé notre sol des flots de ton sang.

C'est pourquoi, vénérable martyr Chrysole,

Nous te prions aujourd'hui de supplier la Vivifiante Trinité

Pour le Salut de nos âme. »

— Tropaire arménien orthodoxe de saint Chrysole ton 8.

## Légende
Selon une première légende, les Romains lui auraient tranché la tête à Quesnoy-sur-Deûle et il aurait marché jusqu'à Verlinghem où il mourut. Depuis, en ce lieu jaillit une fontaine.
Selon une autre légende, la tête ouverte par son bourreau romain à Verlinghem, il marcha avec la calotte crânienne dans les mains jusqu'à Comines. La fontaine de Verlinghem serait le lieu où pour étancher sa soif, il frappa le sol, par trois fois, avec son épée.

### Saint Chrysole et le Chapitre de Saint-Pierre à Comines
La naissance de la légende cominoise de Saint Chrysole et de sa relique est parallèle à la création d'une extension du Chapitre de Saint-Pierre au XIIIe siècle qui passe de quatre à huit chanoines. Rien ne permet de déterminer si la légende et les reliques sont nées pour justifier le prestige du chapitre ou légitimer son expansion auprès du Seigneur. La relique, constatée en 1194 fera l'objet de la rédaction de son hagiographie dans la Passio Chrysolii et créera la légende. Le culte de saint Chrysole émerge au même siècle à Verlinghem.
Concernant la date de création de l'église Saint-Chrysole à Comines, elle est inconnue. L'église cominoise dédiée à saint Pierre, est mentionnée pour la première fois en 990, elle sera détruite au XIVe siècle, laissant supposer l'octroi de son nom lors de sa reconstruction.

## Sources, notes et références
- Histoire Chronologique, Politique Et Religieuse Des Seigneurs Et de La Ville par L -J Messiaen - numérisé par Google Livres.
- Delmaire Bernard, « Le culte de saint Chrysole à Lens (Pas-de-Calais) du XVe au XVIIIe siècle », dans Gauheria, Gauheria, Liévin, 1991.